# Sigvard Bernadotte
Sigvard Oscar Federico Bernadotte (Castello di Drottningholm, 7 giugno 1907 – Stoccolma, 4 febbraio 2002) è stato un principe svedese.

## Biografia
Era figlio di re Gustavo VI Adolfo di Svezia e della prima moglie Margherita di Sassonia-Coburgo-Gotha.
Creato alla nascita Duca di Uppland, rinunciò al suo titolo nel 1934 quando sposò una borghese, Erika Patzek. Il matrimonio venne celebrato a Londra l'8 marzo 1934 e finì col divorzio nel 1943. Rinunciando al titolo di principe, venne anche tolto dalla linea di successione.
Tentò tuttavia negli anni di riavere almeno il titolo di principe: lo richiese prima al nipote, re Carlo XVI Gustavo di Svezia, e fece istanza anche alla Corte europea dei diritti dell'uomo. Nel 2004, dopo la sua morte, la corte dichiarò la richiesta inammissibile.
Si sposò nuovamente il 26 ottobre 1943, a Copenaghen, con Sonia de Robbert, da cui divorziò nel 1961.
Quello stesso anno, a Stoccolma il 30 luglio, contrasse un nuovo matrimonio con Gullan Marianne Lindberg.
Il 2 luglio 1951 venne creato conte Bernadotte di Wisborg dalla granduchessa Carlotta di Lussemburgo.
Ebbe un solo figlio, nato dal secondo matrimonio:
- Michael Sigvard (Copenaghen, 21 agosto 1944-); nel 1976 ha sposato Christine Vellhöjer, da cui ha avuto nel 1980 la figlia Kajsa Michaela Sophia.

Era un noto designer industriale. Tra le sue realizzazioni vanno ricordate alcune opere in argento per Georg Jensen e la carrozzeria di molte macchine da ufficio prodotte dalla Facit.
Dal 1994 al 2002 fu il più anziano discendente della regina Vittoria del Regno Unito, record che gli venne poi strappato dal fratello Carlo Giovanni.
Morì a 94 anni nel 2002.

## Albero genealogico
|                                      |                                   |                                        | Genitori                              |  |  | Nonni |  |  | Bisnonni           |  |  | Trisnonni         |  |
|                                      |                                   |                                        |                                       |  |  |       |  |  | Oscar II di Svezia |  |  | Oscar I di Svezia |  |
|                                      |                                   |                                        |                                       |  |  |       |  |  | Oscar II di Svezia |  |  | Oscar I di Svezia |  |
|                                      |                                   | Giuseppina di Leuchtenberg             |                                       |  |  |       |  |  | Oscar II di Svezia |  |  |                   |  |
| Gustavo V di Svezia                  |                                   |                                        |                                       |  |  |       |  |  | Oscar II di Svezia |  |  |                   |  |
|                                      |                                   | Sofia di Nassau                        | Guglielmo di Nassau                   |  |  |       |  |  |                    |  |  |                   |  |
|                                      |                                   | Sofia di Nassau                        | Guglielmo di Nassau                   |  |  |       |  |  |                    |  |  |                   |  |
|                                      |                                   | Sofia di Nassau                        | Paolina di Württemberg                |  |  |       |  |  |                    |  |  |                   |  |
| Gustavo VI Adolfo di Svezia          |                                   | Sofia di Nassau                        |                                       |  |  |       |  |  |                    |  |  |                   |  |
|                                      |                                   | Federico I di Baden                    | Leopoldo di Baden                     |  |  |       |  |  |                    |  |  |                   |  |
|                                      |                                   | Federico I di Baden                    | Leopoldo di Baden                     |  |  |       |  |  |                    |  |  |                   |  |
|                                      |                                   | Federico I di Baden                    | Sofia Guglielmina di Svezia           |  |  |       |  |  |                    |  |  |                   |  |
| Vittoria di Baden                    |                                   | Federico I di Baden                    |                                       |  |  |       |  |  |                    |  |  |                   |  |
|                                      |                                   | Luisa di Prussia                       | Guglielmo I di Germania               |  |  |       |  |  |                    |  |  |                   |  |
|                                      |                                   | Luisa di Prussia                       | Guglielmo I di Germania               |  |  |       |  |  |                    |  |  |                   |  |
|                                      |                                   | Luisa di Prussia                       | Augusta di Sassonia-Weimar-Eisenach   |  |  |       |  |  |                    |  |  |                   |  |
| Sigvard Bernadotte                   |                                   | Luisa di Prussia                       |                                       |  |  |       |  |  |                    |  |  |                   |  |
|                                      | Alberto di Sassonia-Coburgo-Gotha | Ernesto I di Sassonia-Coburgo-Saalfeld |                                       |  |  |       |  |  |                    |  |  |                   |  |
|                                      | Alberto di Sassonia-Coburgo-Gotha | Ernesto I di Sassonia-Coburgo-Saalfeld |                                       |  |  |       |  |  |                    |  |  |                   |  |
|                                      | Alberto di Sassonia-Coburgo-Gotha | Luisa di Sassonia-Gotha-Altenburg      |                                       |  |  |       |  |  |                    |  |  |                   |  |
| Arturo di Sassonia-Coburgo-Gotha     | Alberto di Sassonia-Coburgo-Gotha |                                        |                                       |  |  |       |  |  |                    |  |  |                   |  |
|                                      |                                   | Vittoria del Regno Unito               | Edoardo Augusto di Hannover           |  |  |       |  |  |                    |  |  |                   |  |
|                                      |                                   | Vittoria del Regno Unito               | Edoardo Augusto di Hannover           |  |  |       |  |  |                    |  |  |                   |  |
|                                      |                                   | Vittoria del Regno Unito               | Vittoria di Sassonia-Coburgo-Saalfeld |  |  |       |  |  |                    |  |  |                   |  |
| Margherita di Sassonia-Coburgo-Gotha |                                   | Vittoria del Regno Unito               |                                       |  |  |       |  |  |                    |  |  |                   |  |
|                                      |                                   | Federico Carlo di Prussia              | Carlo di Prussia                      |  |  |       |  |  |                    |  |  |                   |  |
|                                      |                                   | Federico Carlo di Prussia              | Carlo di Prussia                      |  |  |       |  |  |                    |  |  |                   |  |
|                                      |                                   | Federico Carlo di Prussia              | Maria di Sassonia-Weimar-Eisenach     |  |  |       |  |  |                    |  |  |                   |  |
| Luisa Margherita di Prussia          |                                   | Federico Carlo di Prussia              |                                       |  |  |       |  |  |                    |  |  |                   |  |
|                                      |                                   | Maria Anna di Anhalt                   | Leopoldo IV di Anhalt-Dessau          |  |  |       |  |  |                    |  |  |                   |  |
|                                      |                                   | Maria Anna di Anhalt                   | Leopoldo IV di Anhalt-Dessau          |  |  |       |  |  |                    |  |  |                   |  |
|                                      |                                   | Maria Anna di Anhalt                   | Federica di Prussia                   |  |  |       |  |  |                    |  |  |                   |  |
|                                      |                                   | Maria Anna di Anhalt                   |                                       |  |  |       |  |  |                    |  |  |                   |  |